# Lichtenrader BC 25
Der Lichtenrader BC 25 ist ein deutscher Fußballclub aus Berlin-Lichtenrade im Bezirk Tempelhof-Schöneberg. Heimstätte des Clubs ist die Sportanlage Halker Zeile.

## Verein
Der Lichtenrader BC wurde im Jahr 1925 gegründet, trat bis 1945 aber nicht höherklassig in Erscheinung. Etwaige Spielzeiten in der Gauliga Berlin-Brandenburg wurden nicht erreicht.
1945 wurde der Club aufgelöst und unter der Bezeichnung SG Lichtenrade neu gegründet. Die Sportgruppe verblieb zunächst im unterklassigen Fußball Berlins, auch für die im Anschluss neu gegründete Berliner Stadtliga konnte sich Lichtenrade nicht qualifizieren. Ab 1948 trat die SG als VfL Lichtenrade an. Die Fußballabteilung löste sich bereits 1952 aus dem VfL heraus und gründete den Lichtenrader BC neu. 1968 stieg der LBC in die Amateurliga Berlin auf, welche bis 1971 insgesamt drei Spielzeiten gehalten wurde. Im Jahr 1985 stieg der LBC gemeinsam mit dem VfB Neukölln und dem SC Westend 1901 noch einmal kurzzeitig in die Oberliga Berlin auf, hielt die Klasse aber letztlich nur eine Saison. Höherklassig sollte Lichtenrade im West-Berliner Lokalfußball nicht mehr spielen.
Erst nach dem Zusammenschluss des DFB und des DFV der DDR gelang LBC 1996 wieder der Aufstieg in die Verbandsliga Berlin. In den Spielzeiten 1996/97 und 1997/98 erreichte das Team jeweils den 11. Platz. In der Saison 1998/99 landeten die Berliner Kicker auf Platz 17, welcher den Abstieg in die Landesliga bedeutete. In dieser Klasse verdingte sich der LBC bis zum Ende der Spielzeit 2006/07. Erst jetzt gelang den Lichtenradern wieder der Aufstieg in die Berliner Verbandsliga. Nachdem in der Auftaktsaison der dreizehnte Rang erreicht wurde, gewann die Mannschaft aus Tempelhof in der Folgesaison 2008/09 überraschend die Berliner Meisterschaft. In der Saison 2009/10 spielte der Verein aus dem Süden Berlins erstmals in der Oberliga Nordost. Dort errang das Überraschungsteam den 14. Rang. Die entscheidenden Relegationsspiele um den Klassenerhalt gegen den 14. der Südstaffel 1. FC Gera 03 gingen verloren, so dass der LBC wieder in die Berlin-Liga abstieg. Auch dort erwies sich die Konkurrenz als zu stark, so dass der Verein am Ende der Saison 2010/11 als Tabellenletzter in die siebtklassige Berliner Landesliga abstieg. 2011/12 wurde man als Tabellenletzter in die achtklassige Bezirksliga durchgereicht, 2015 erfolgte der Abstieg in die Kreisliga A. Nach nur einer Saison gelang 2016 der sofortige Wiederaufstieg in die Bezirksliga und von dort ein Jahr später der Aufstieg in die Landesliga. 2022 gelang die Rückkehr in die Berlin-Liga, aus der man jedoch direkt wieder abstieg. Der BC musste in dieser Spielzeit bis zum 28. Spieltag warten, ehe mit einem 2:1 beim SC Charlottenburg der erste Saisonsieg gelang.

## Statistik
- Teilnahme Amateurliga Berlin: 1968/69, 1969/70, 1970/71
- Teilnahme Oberliga Berlin: 1985/86
- Teilnahme Oberliga Nordost: 2009/10
- Ewige Tabelle der Berlin-Liga: 37. Platz

## Personen
- Christian Fiedler
- John Anthony Brooks
- Fabian Bredlow